# Ebrahim Mirzapour
Ebrahim Mirzapour (em persa: ابراهیم میرزاپور) (Mamulan, 16 de setembro de 1978) é um ex-futebolista iraniano que atuava como goleiro. Jogou pela última vez no Sang Ahan Bafq do Irã, e participou da Copa do Mundo FIFA de 2006.

## Carreira
Nascido em Mamulan, na província de Lorestão, Mirzapour iniciou sua carreira profissional pelo Fajr Khorramabad, por onde ficou por dois anos. Após isso, se transferiu para o Foolad, onde conquistou o título da Iran Pro League de 2004–2005. Após a Copa do Mundo de 2006, transferiu-se para o Esteghlal Ahvaz, mas uma grave lesão o afastou dos gramados.. Ele retornou ao futebol jogando por Steel Azin e Saipa, onde recuperou a titularidade e foi novamente chamado para a seleção. Em seus últimos anos, passou por Paykan, Shahrdari Tabriz e 
Sang Ahan, seu último clube antes de se aposentar.

## Seleção nacional
A trajetória de Mirzapour na seleção iraniana começou com a confiança do técnico Miroslav Blazevic, que o efetivou como titular para as eliminatórias da Copa do Mundo de 2002. Apesar da eliminação, ele se manteve na equipe sob o comando de Branko Ivankovic, participando da Copa da Ásia de 2004, e sendo parte fundamental da campanha das eliminatórias para a Copa do Mundo de 2006, onde o Irã foi uma das primeiras seleções a se classificar. Mirzapour atuou nas três partidas da fase de grupos e, apesar de algumas críticas, continuou sendo convocado para a seleção em competições futuras – foi convocado para a Copa da Ásia de 2011; mas após a chegada de Carlos Queiroz, que ocorreu depois da Copa da Ásia, Merzapour não foi mais convocado.